# Mag 218 Tower
Mag 218 Tower – mieszkalny wieżowiec w Dubaju w Zjednoczonych Emiratach Arabskich. Budynek ma 231,8 m wysokości, 66 pięter i 555 pokoje. Budynek znajduje się w Dubai Marina.